# Gergueil
Gergueil település Franciaországban, Côte-d’Or megyében. Lakosainak száma 127 fő (2022. január 1.). Gergueil Arcey, Ternant, Saint-Jean-de-Bœuf, Saint-Victor-sur-Ouche, Semezanges, Urcy, Gissey-sur-Ouche és Valforêt községekkel határos.

## Népesség
A település népességének változása:
| Lakosok száma | 81   | 66   | 72   | 132  | 128  | 122  | 117  | 118  | 119  | 127  |
|               | 1968 | 1982 | 1990 | 2006 | 2013 | 2015 | 2017 | 2019 | 2020 | 2022 |